# Alexandre II (pape)
Pour les articles homonymes, voir Alexandre II, Alexandre et Anselme de Lucques.
Alexandre II (Anselmo de Baggio), né vers 1010/1015 à Milan et mort à Rome le 21 avril 1073, est élu 156e pape de l'Église catholique en 1061 et reste en fonction jusqu'à sa mort.
Il est le premier pape élu uniquement par le Sacré Collège composé des cardinaux de l'Église catholique.
Il contribue à mettre en avant la lutte de l'Église contre la simonie et le nicolaïsme. Il accorde son soutien à la Reconquista en 1063 et à la conquête normande de l'Angleterre en 1066.
Il ne doit pas être confondu avec Anselme de Lucques qui est son neveu.

## Jeunesse
Né à Baggio, dans la région de Milan, il est formé à Cluny, aux côtés du cardinal Hildebrand (futur Grégoire VII) puis à l'abbaye du Bec dirigée par Lanfranc. Il commence sa carrière publique par la prédication.
En Lombardie, il est un des fondateurs du mouvement de la Pataria. Ce mouvement basé au sein de l'archidiocèse de Milan défend une réforme du clergé en luttant contre la simonie et le mariage des prêtres. Il est particulièrement critique envers l'archevêque Guy de Velate nommé par l'empereur du Saint-Empire Henri III du Saint-Empire. Celui-ci étant son supérieur, il l'envoie à la cour impériale afin de l'écarter. Cependant, l'Empereur ne condamne pas sa conduite et le nomme en 1057, évêque de Lucques.
Par la suite, il retourne deux fois à Milan en qualité de légat apostolique, la première fois en 1057 en compagnie d'Hildebrand, la seconde en 1059 en compagnie de Pierre Damien.

## Une élection contestée

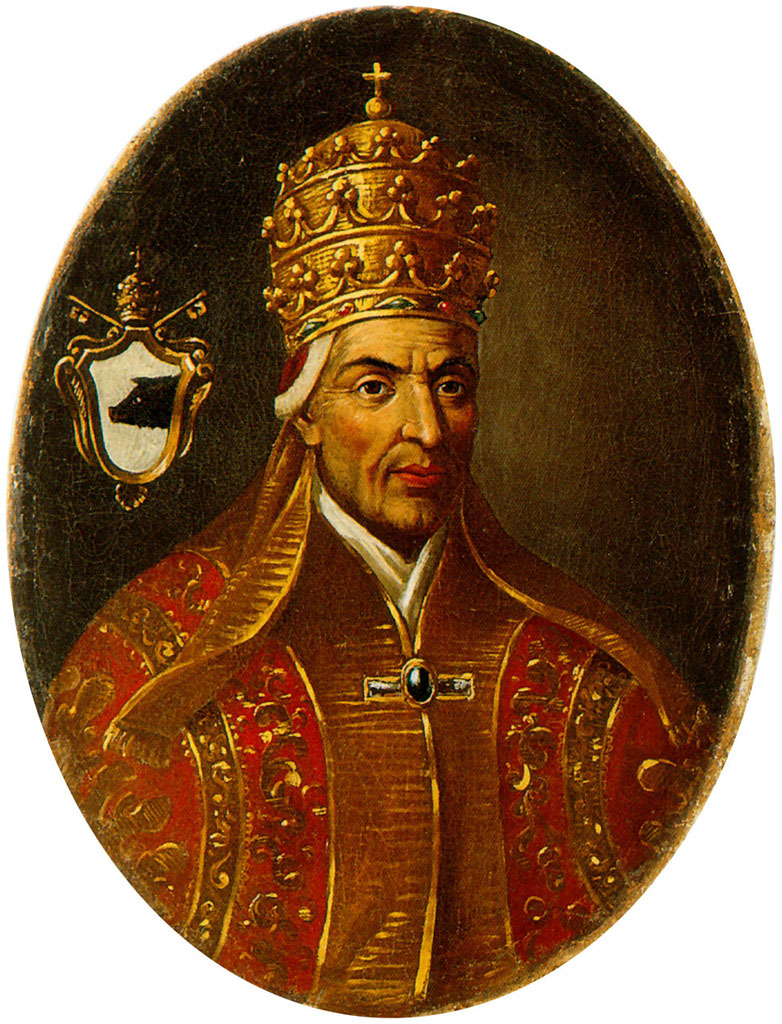
Peinture du Pape Alexandre II en couleur.

À la mort du pape Nicolas II, Anselmo est élu pape sous le nom d'Alexandre II le 30 septembre 1061 par le Sacré Collège (Élection pontificale de 1061), conformément à la bulle pontificale, In nomine Domini, promulguée par le pape Nicolas II le 13 avril 1059. Ainsi, il est élu pour la première fois par les seuls cardinaux, l'assentiment de l'Empereur du Saint-Empire ou de la noblesse romaine ne sont pas requis. Le privilège impérial de confirmation est donc ignoré.
Furieux d'être dépossédés de leur ancien droit d'élection, les nobles Romains portent leurs griefs devant l'impératrice du Saint-Empire Agnès de Potiers, régente pour son jeune fils Henri IV. Celle-ci convoque une assemblée à Bâle le 28 octobre qui, en l'absence de tout cardinal, élit l'évêque de Parme Pierre Cadalus qui devient l'antipape Honorius II.
En 1062, Alexandre II affronte son rival dans Rome. En mai, le duc de Lotharingie Godefroid II de Basse-Lotharingie entre dans la ville et force les belligérants à accepter un arbitrage impérial. Or, cette même année, l'impératrice Agnès perd l'autorité souveraine en Germanie au profit d'Annon II de Cologne, archevêque de Cologne, hostile à Honorius II. Annon envoie son neveu Burchard II d'Halberstadt, évêque de Halberstadt, comme émissaire, qui à la suite d'une enquête, confirme la probité et donc l'élection d'Alexandre II. Honorius II est excommunié en 1063.
Le 31 mai 1064 durant le synode de Mantoue, la cour impériale reconnaît officiellement Alexandre II et un anathème est prononcé contre Honorius II qui perd ainsi définitivement le soutien impérial. Ce n'est pas pour autant que les tensions cessent avec le milieu réformateur mené par Hildebrand, futur pape Grégoire VII, qui cherche à s'émanciper de la tutelle impériale et de celle de la noblesse romaine.

## Actions en tant que pape
En 1063, il transforme la Reconquista en guerre sainte, par l'octroi d'une indulgence plénière à tous les soldats qui participeraient à la prise de Barbastro, ville d'Aragon tenue par les Maures. Il envoie une lettre ordonnant aux évêques espagnols d'empêcher le meurtre de juifs « par ceux qui s'en vont en Espagne contre les Sarrasins ».
Alexandre II participe aux prémices de la « réforme grégorienne » en condamnant la simonie et le nicolaïsme. La Provence est un exemple éloquent. En 1060 soutenu par Raimbaud d'Arles représentant de la noblesse locale, il fait condamner lors d'un concile à Avignon présidé par Hugues de Cluny l'évêque de Sisteron pour simoniaca haeresis. En 1063, il démet de ses fonctions et excommunie l'évêque simoniaque Ribert de Gap. La décision est refusée par des chevaliers locaux le poussant ainsi à jeter l'interdit sur l'ensemble du diocèse

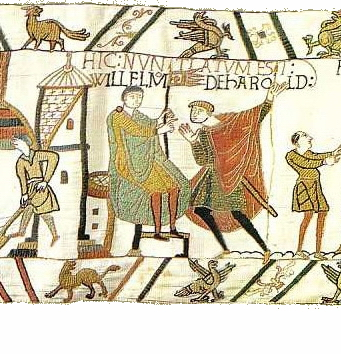
Guillaume le Conquérant arbore le gonfanon envoyé par le pape Alexandre II.

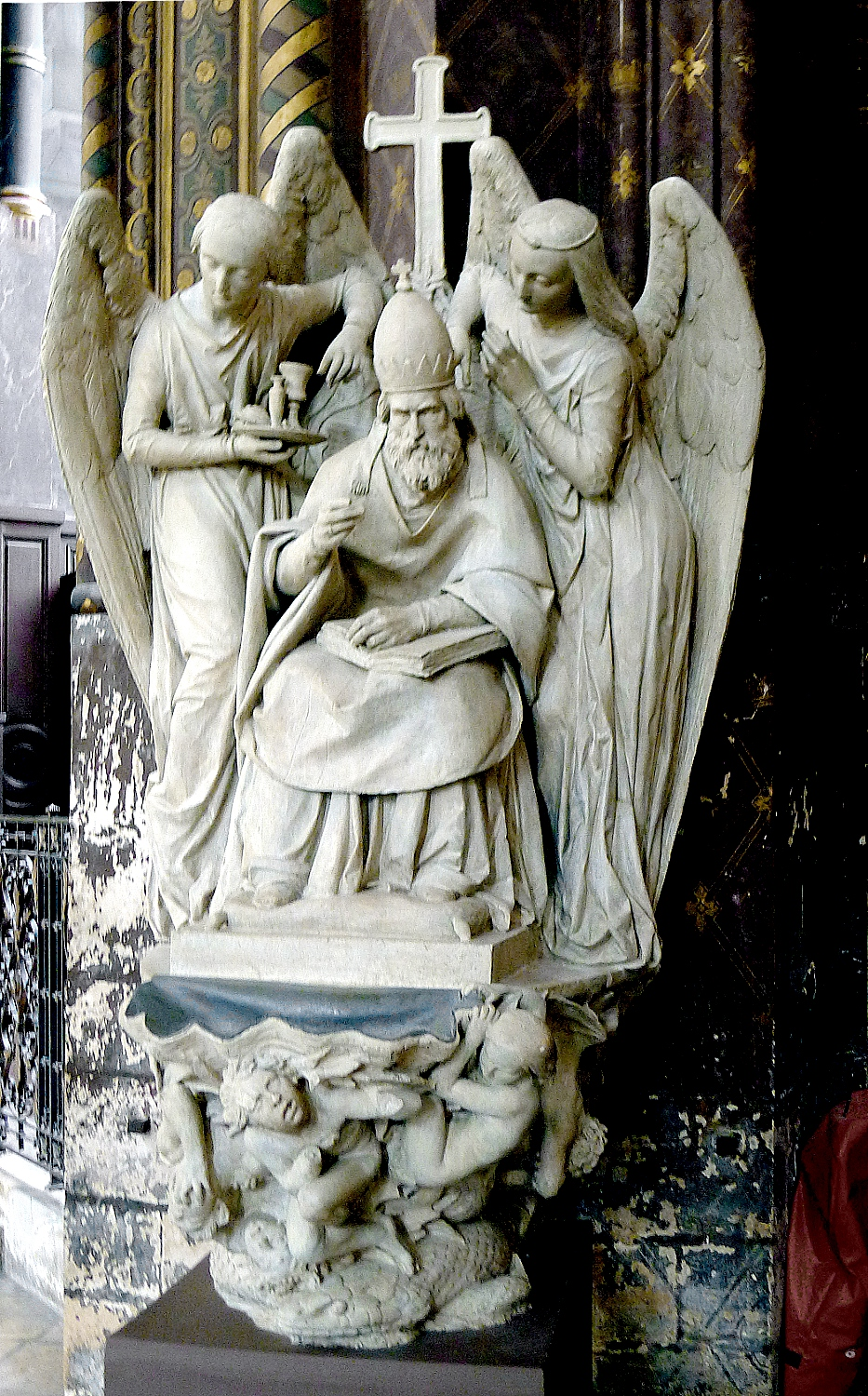
Le pape Alexandre II instituant l'usage de l'eau bénite, bénitier en plâtre d'Eugène Bion, Église Saint-Eustache de Paris, 1834.

Il appuie Guillaume le Conquérant dans la conquête normande de l'Angleterre, en le soutenant politiquement et en lui fournissant un gonfanon consacré ainsi que des reliques sacrées. Il trouve là un prétexte pour intervenir dans les affaires insulaires et combattre l'archevêque de Cantorbéry, Stigand, qui avait pris le parti du roi d'Angleterre Harold. Ce don d'un étendard donne un caractère juste aux actions de Guillaume mais ne constitue cependant pas une « guerre sainte » où les meurtres y seraient pardonnés. En effet, en 1070, Alexandre II impose, par l'intermédiaire de son légat Ermenfroi, un pénitentiel général pour les membres de l'armée normande ayant tué ou blessé un adversaire. Dès sa victoire à la bataille d'Hastings, Guillaume lui envoie les insignes du vaincu.
En 1069, il refuse d'autoriser le divorce de Henri IV du Saint-Empire et envoie son légat Pierre Damien pour le forcer à reprendre sa femme, Berthe de Turin. L'empereur plie et Berthe revient auprès de lui.
Il meurt le 21 avril 1073 au palais du Latran et est enterré au sein de la basilique du Latran.